# Groß Quenstedt
Groß Quenstedt ist eine Gemeinde im Landkreis Harz (Sachsen-Anhalt). Sie ist Mitgliedsgemeinde der Verbandsgemeinde Vorharz.

## Geografie
Der Ort liegt in nördlichen Harzvorland an der Holtemme, nordöstlich der Kreisstadt Halberstadt. Durch den Ort führen die Bundesstraße 245 nach Schwanebeck und die Bahnstrecke Magdeburg–Thale, an die Groß Quenstedt bis 2012 mit einem eigenen Bahnhof angeschlossen war.

## Geschichte

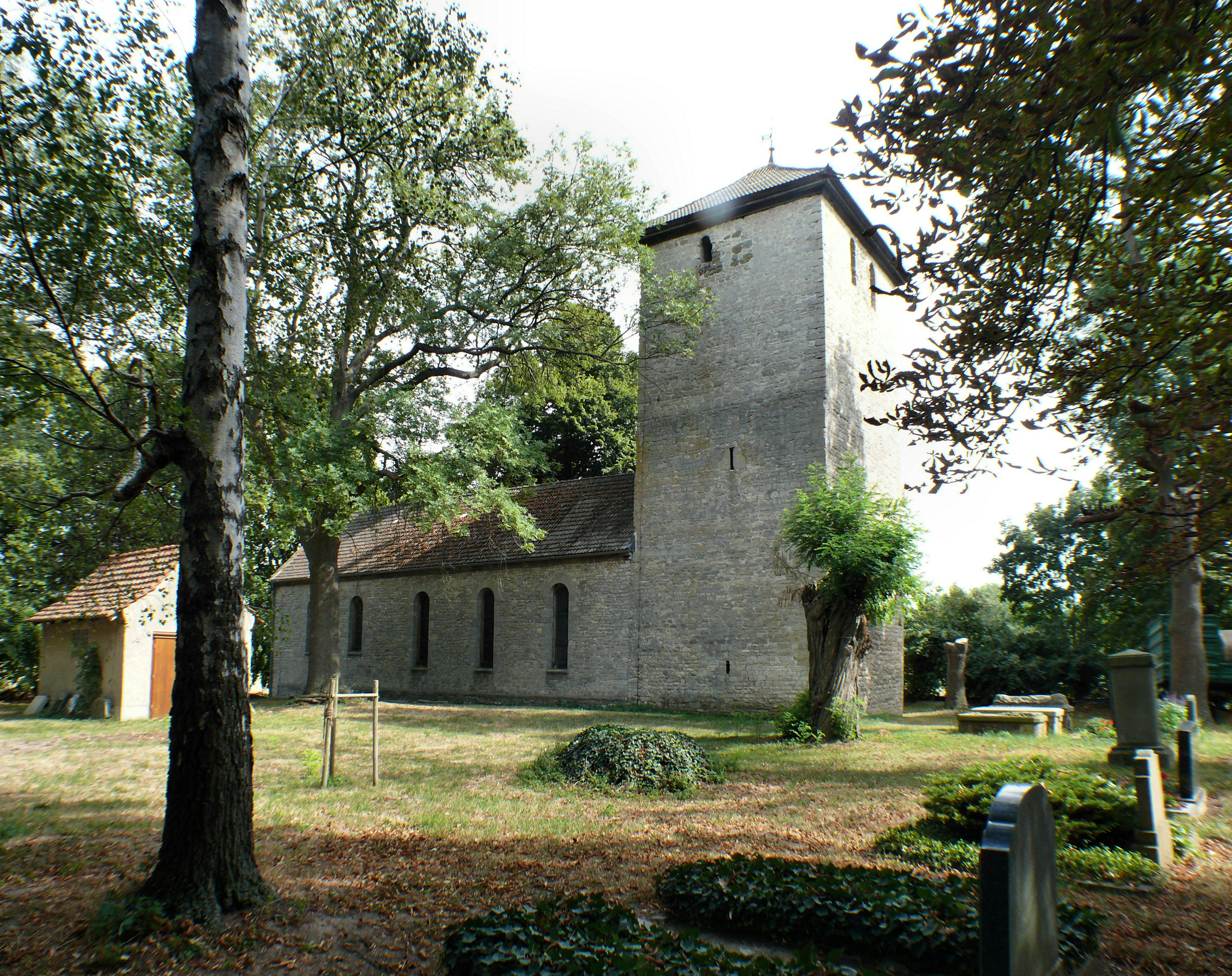
Kirche St. Laurentius („Kirche im Felde“)

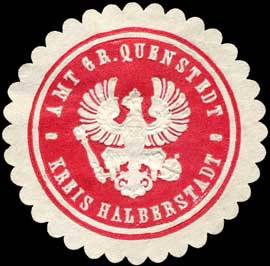
Siegelmarke Amt Gross Quenstedt

Groß Quenstedt gehörte bis 1648 zum Bistum Halberstadt und gelangte dann an das kurbrandenburgische (preußische) Fürstentum Halberstadt. Der Flecken unterstand direkt dem Majoreiamt Halberstadt. 1808–1813 gehörte er zum Saaledepartement des Königreiches Westphalen und gelangte 1815 an den Regierungsbezirk Magdeburg der preußischen Provinz Sachsen.
Der historische Teil des Gemeindearchivs von Groß Quenstedt befindet sich im Landesarchiv Sachsen-Anhalt in Magdeburg.

## Politik

### Gemeinderat
Bei der Kommunalwahl am 26. Mai 2019 entfielen die 10 Sitze des Gemeinderats auf folgende Parteien und Wählergruppen. Die Wahlbeteiligung lag im Jahr 2019 bei 61,8 %.
| Freie Wählergemeinschaft Groß Quenstedt           | 43,0 % | 4 Sitze |
| Freie Demokratische Partei (FDP)                  | 28,0 % | 3 Sitze |
| Christlich Demokratische Union Deutschlands (CDU) | 23,0 % | 2 Sitze |
| Freie Wähler                                      | 06,0 % | 1 Sitz  |

### Wappen
Das Wappen wurde am 25. August 1995 durch das Regierungspräsidium Magdeburg genehmigt.
Blasonierung: „In Silber auf grünem Dreiberg mit silbernem Wellenbalken eine bewurzelte Linde mit schwarzem Stamm und grünen Blättern.“
Das Wappen wurde von der Magdeburger Heraldikerin Erika Fiedler gestaltet.

### Flagge
Die Flagge ist Grün - Weiß gestreift mit dem aufgelegten Gemeindewappen.

### Partnergemeinde
Groß Quenstedt pflegt eine Partnerschaft mit der in Niedersachsen gelegenen Gemeinde Wathlingen.

## Kultur und Sehenswürdigkeiten
- Liste der Kulturdenkmale in Groß Quenstedt

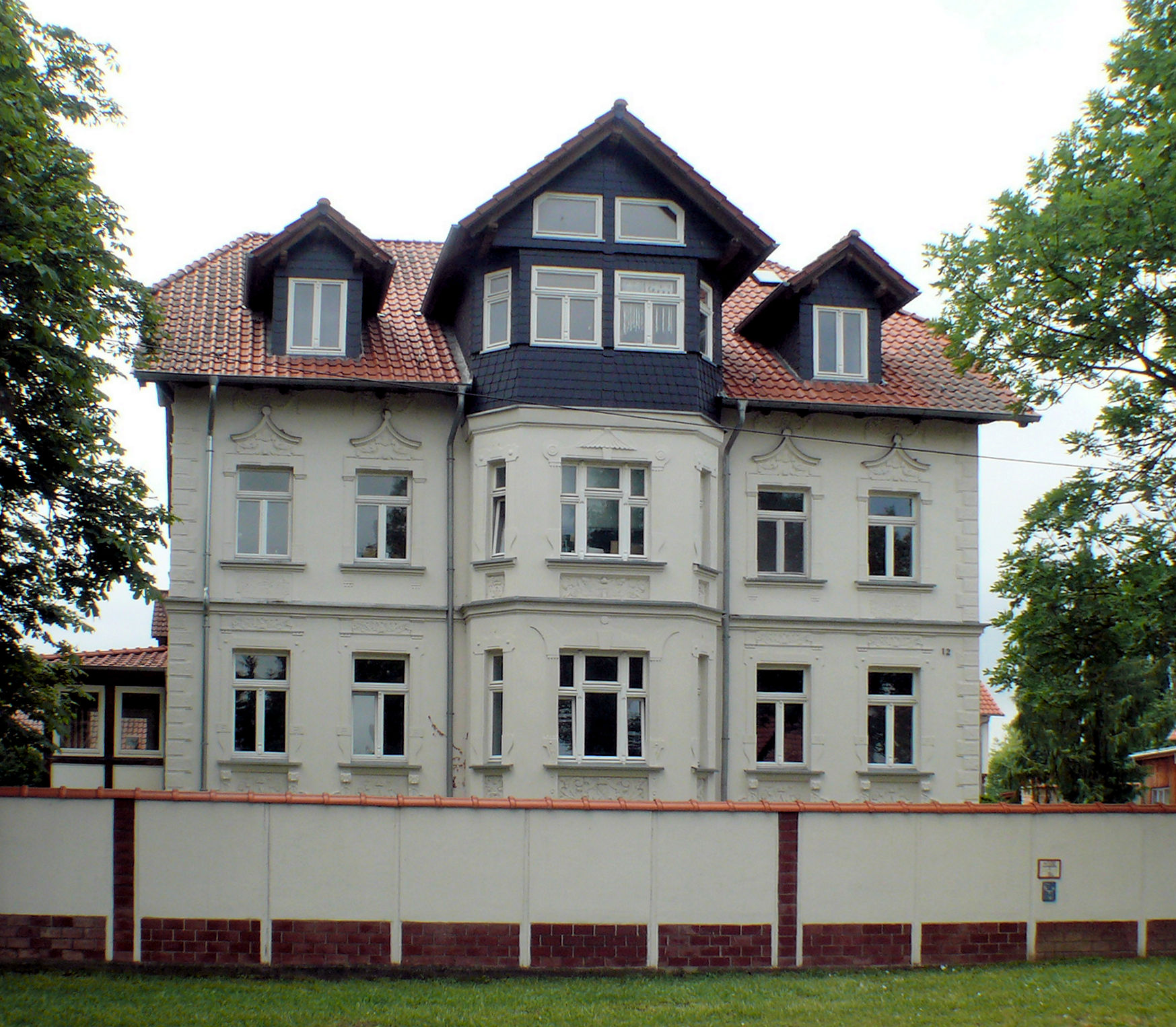
Villa in der Halberstädter Straße
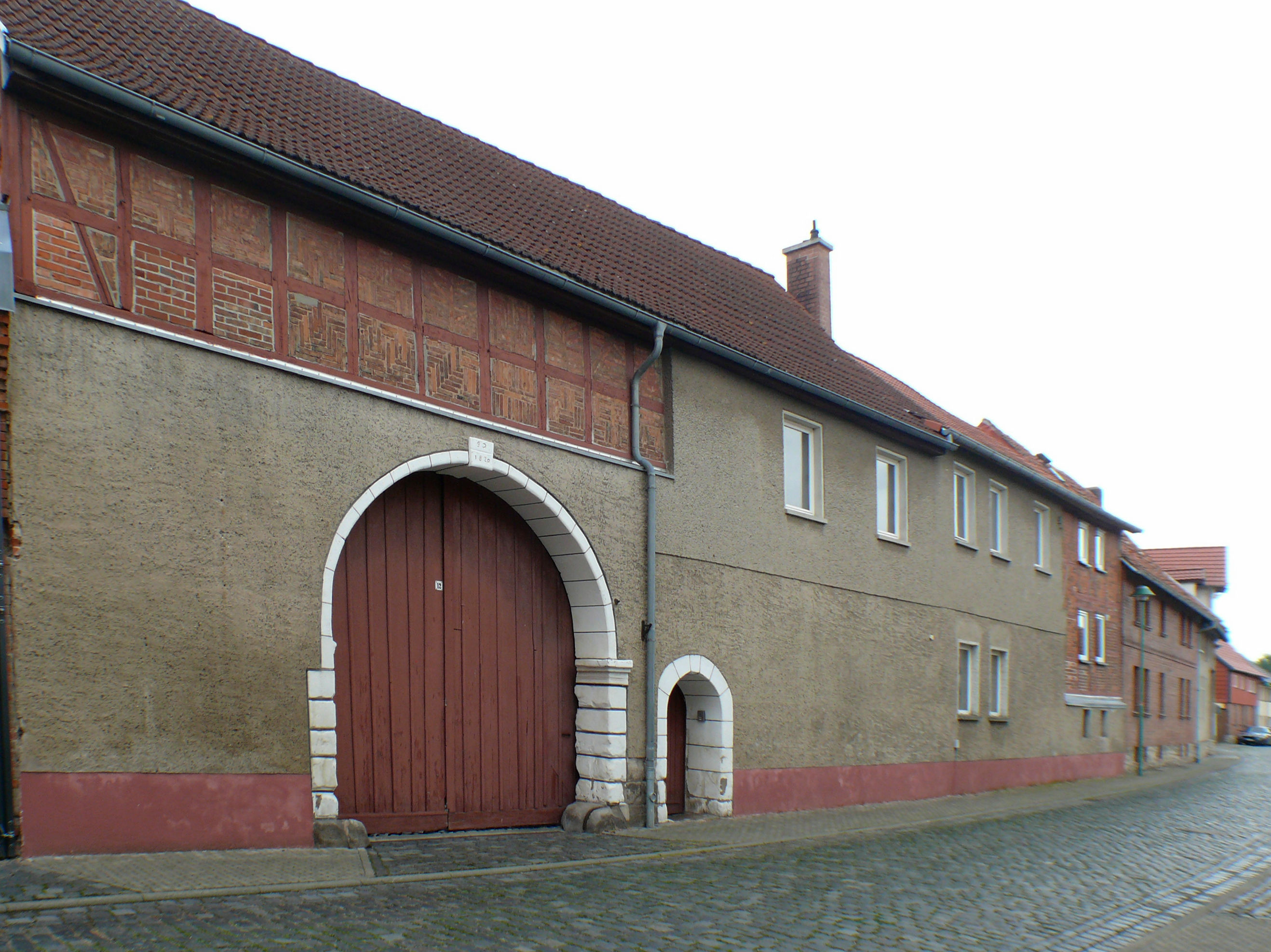
Bauerngehöft in der Hauptstraße
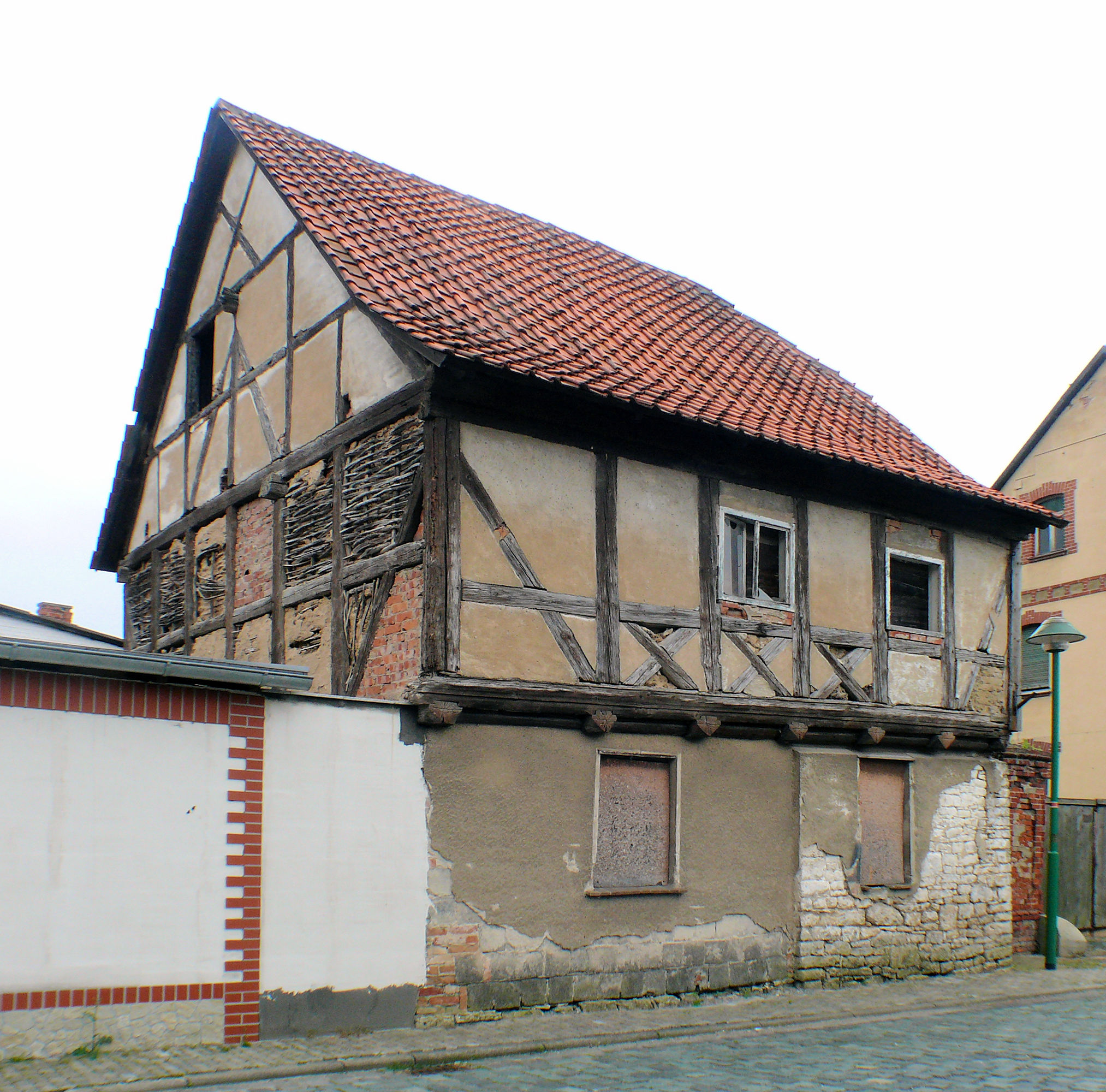
Sanierungsbedürftiges Bauernhaus in der Hauptstraße
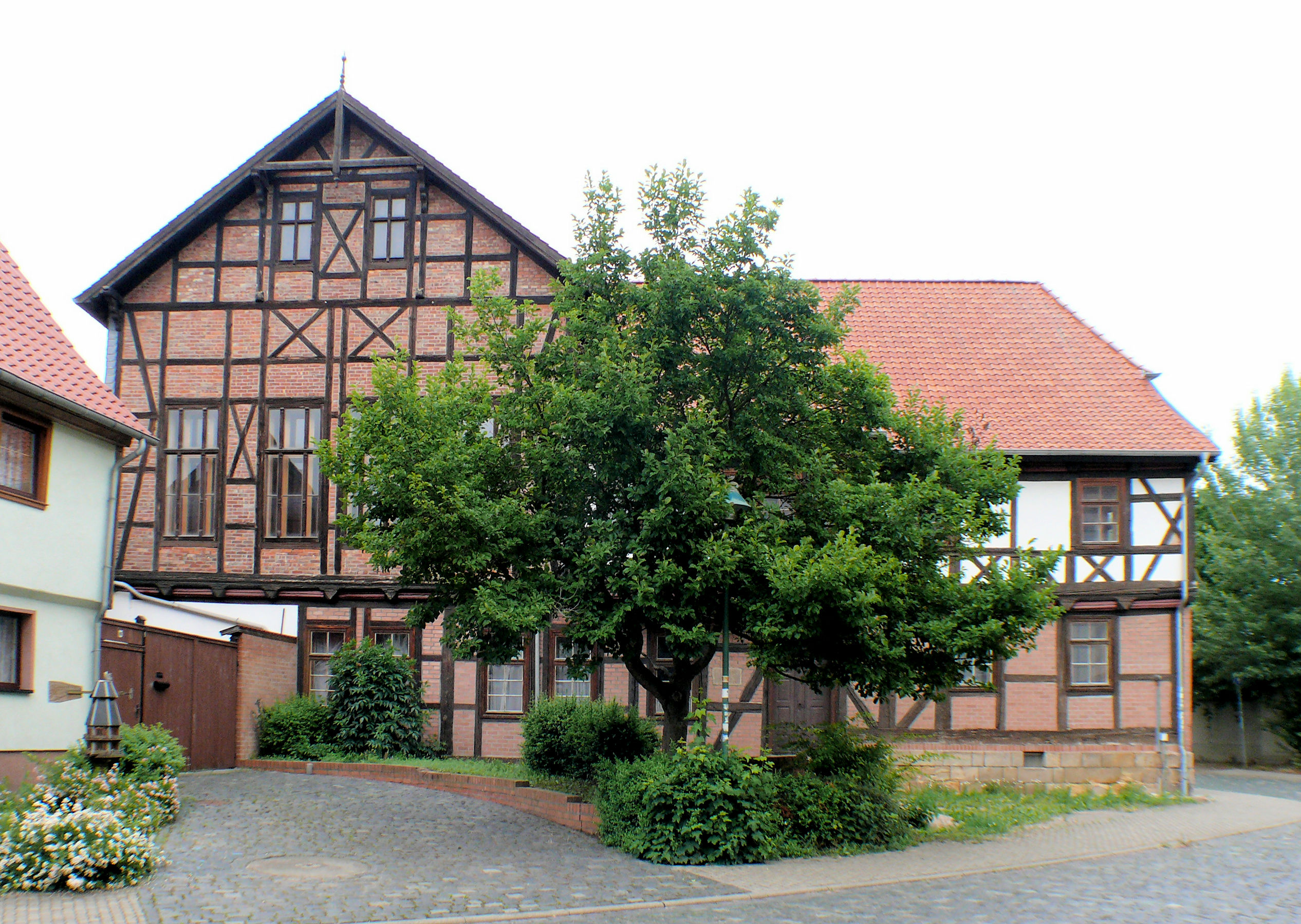
Gasthof „Schwarzer Adler“
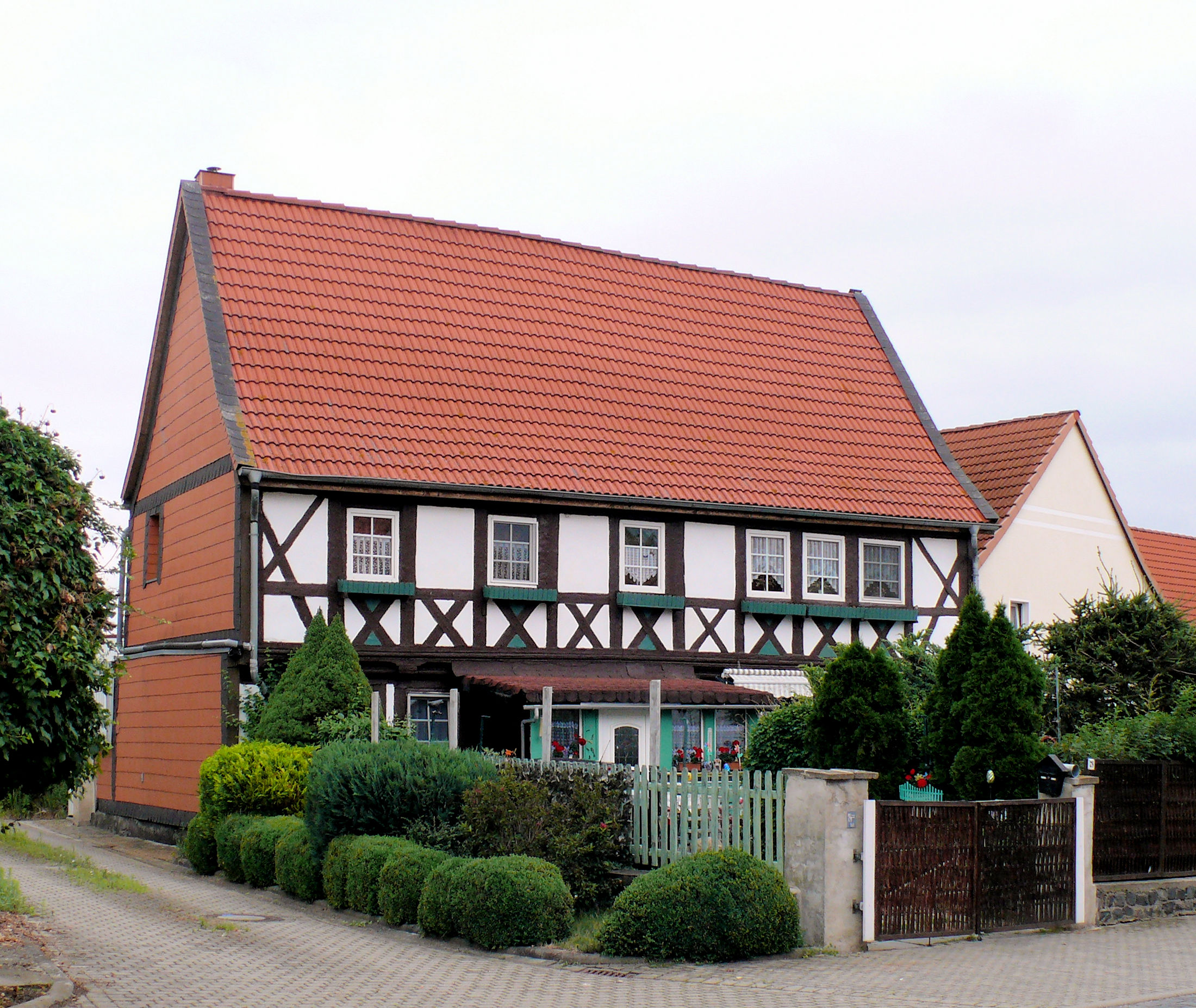
Bauernhaus in der Hauptstraße
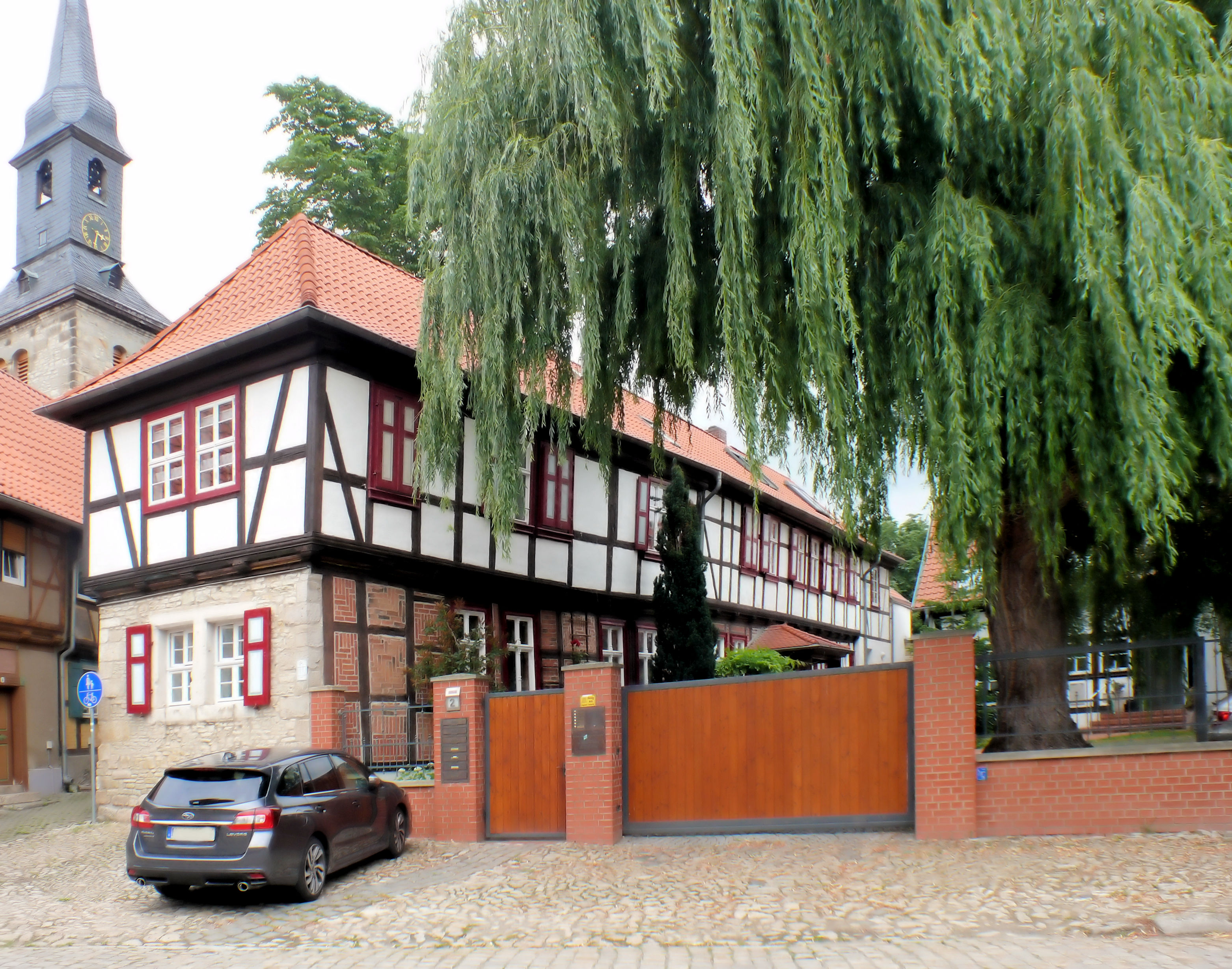
Pfarrhaus
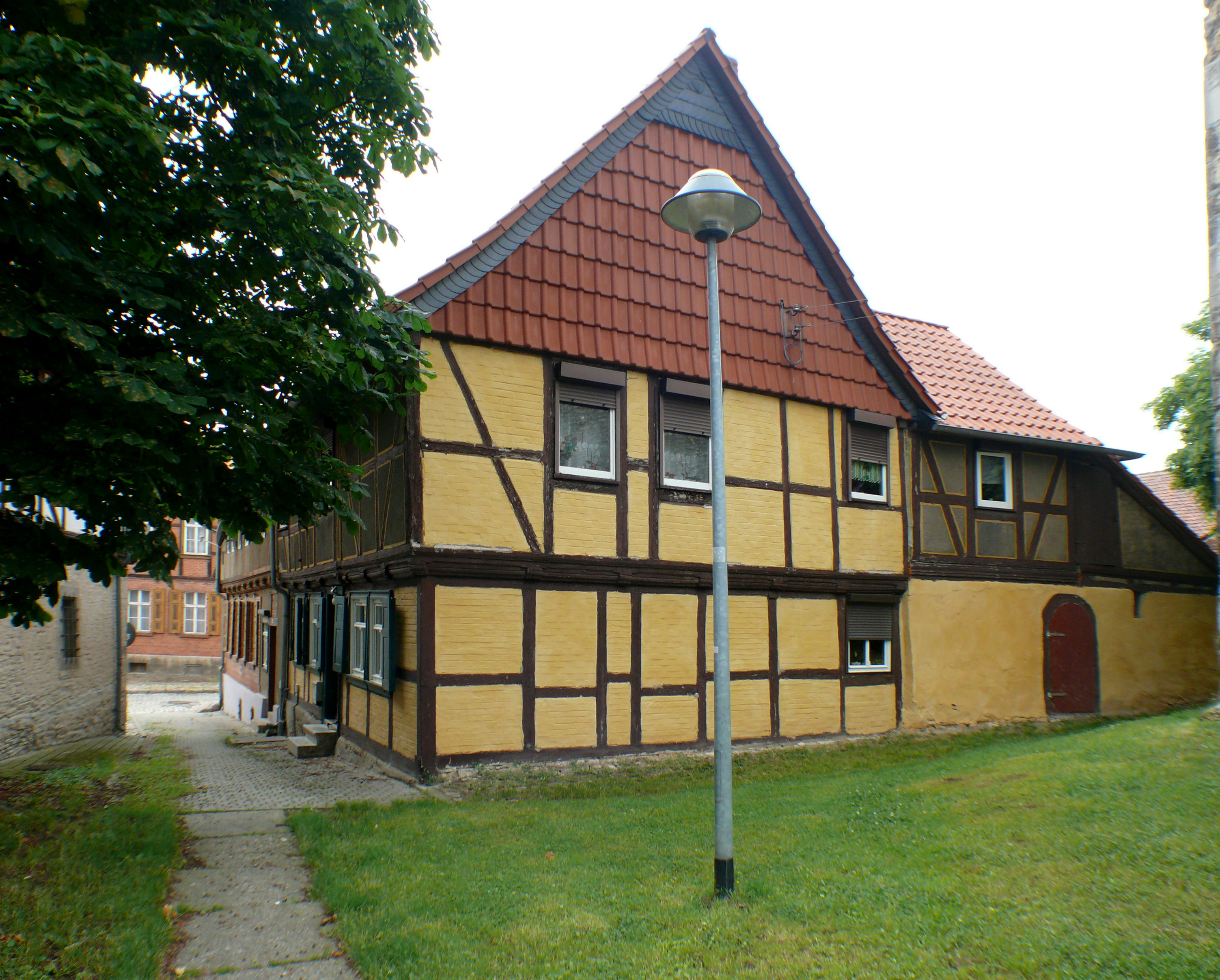
Kirchstraße, zum Anger
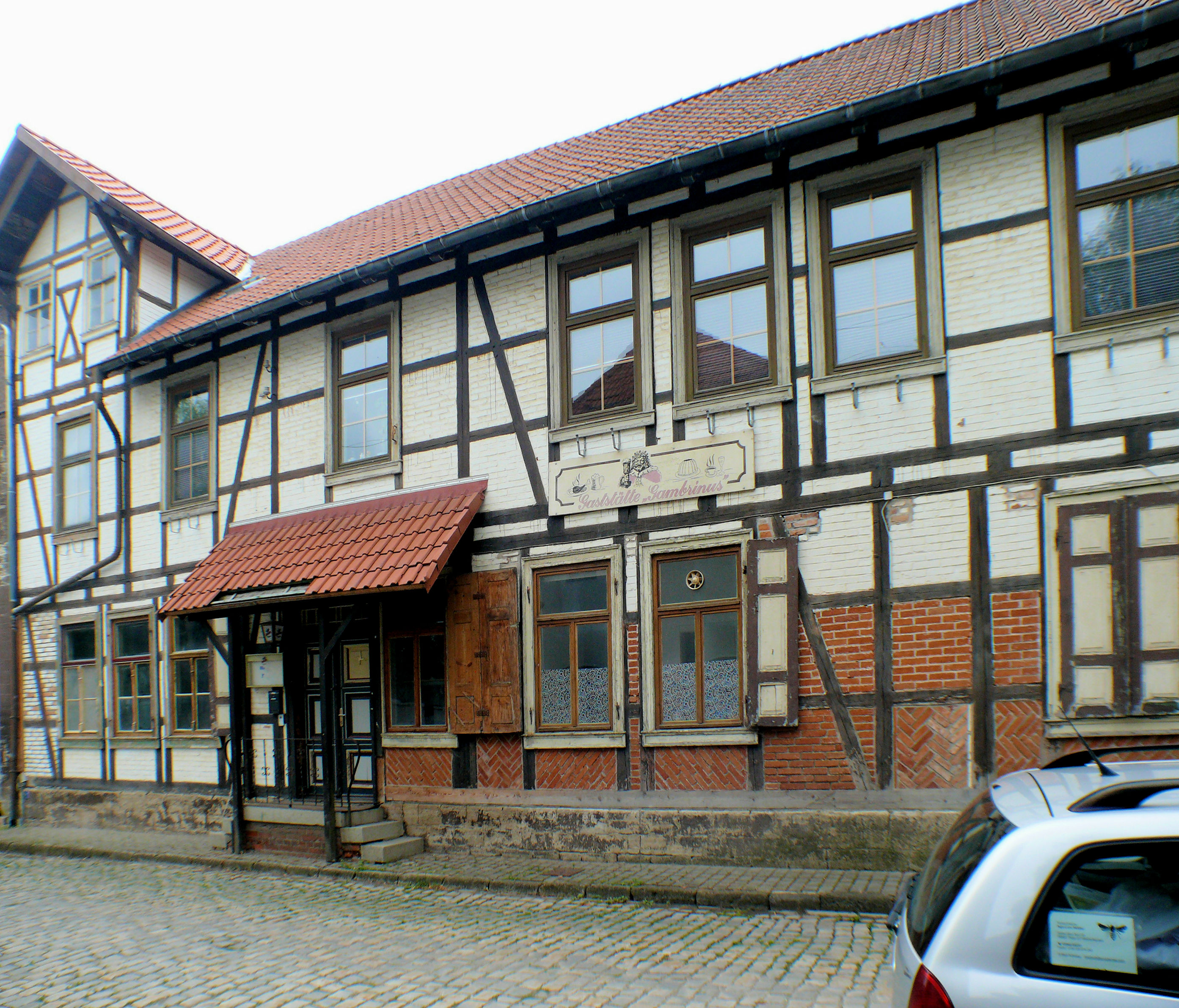
Kirchstraße
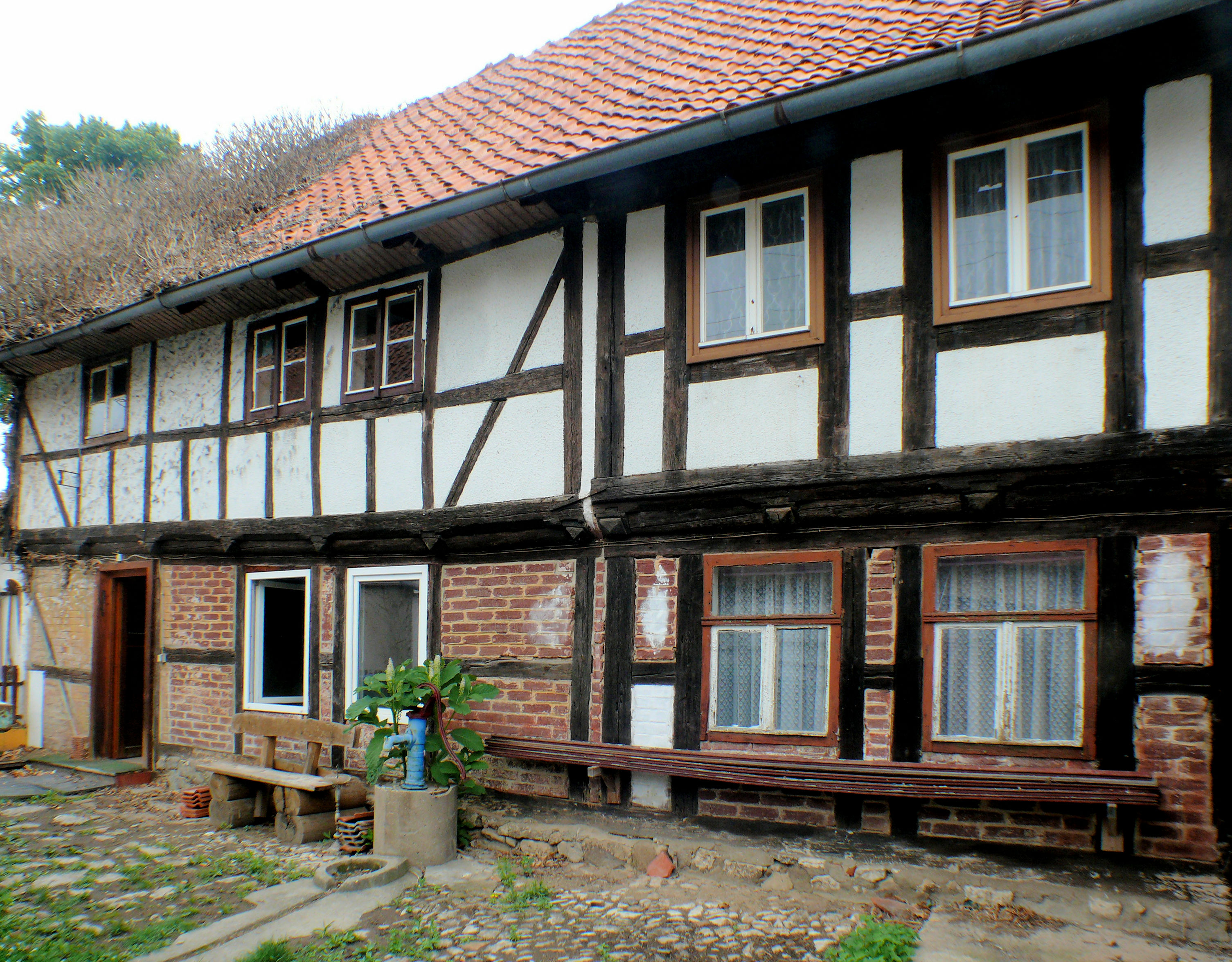
Rosenwinkel
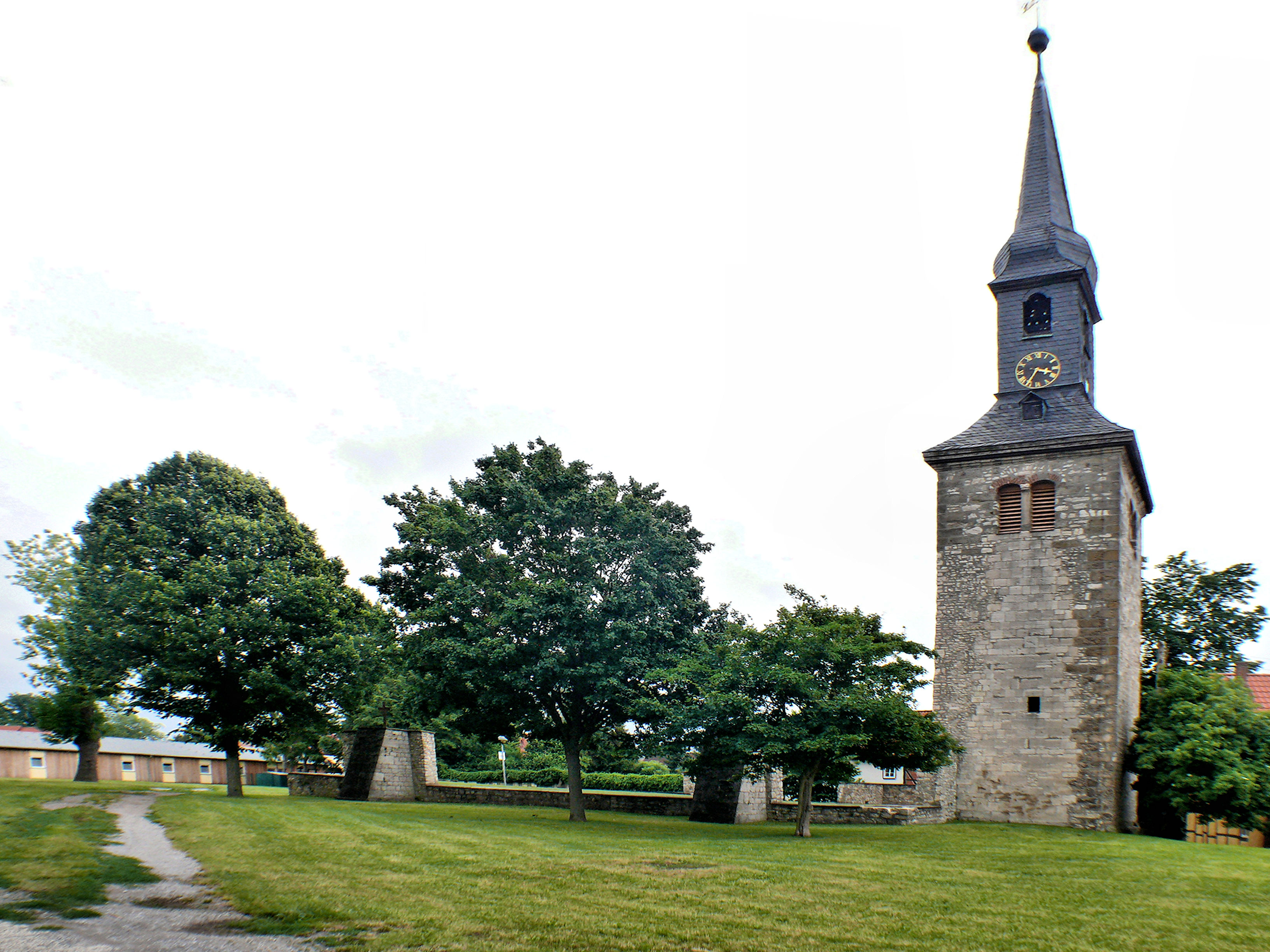
Kirchturm St. Petri am Anger
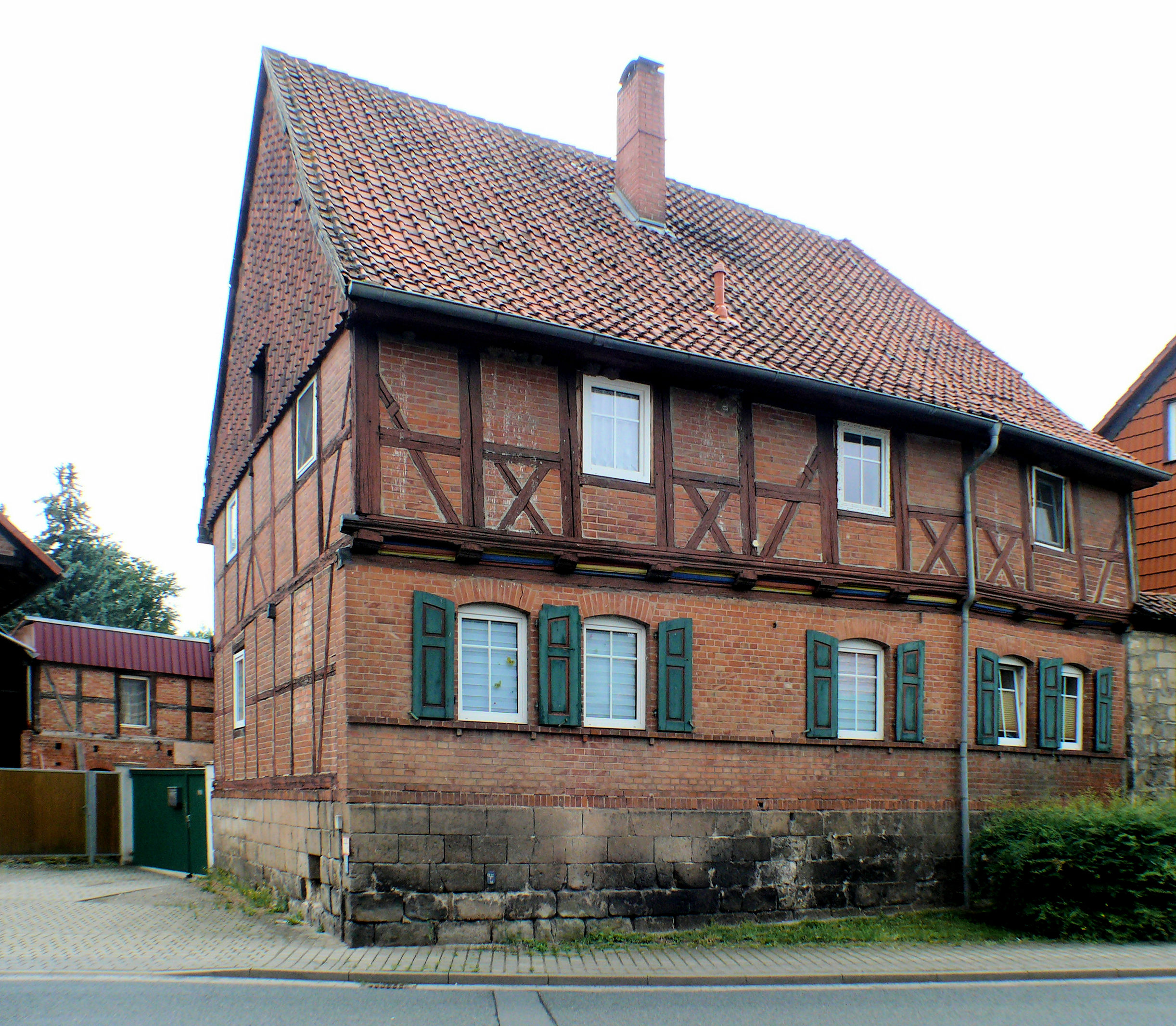
Bauernhaus, Westend

## Persönlichkeiten
- Valentin Kühne (1656–1707), Holzbildschnitzermeister des Nordharzer Barock, betrieb eine Werkstatt im Ort
- Christian Tangermann (1769–1830), Porträtmaler
- Gustav Brecht (1830–1905), Quedlinburger Bürgermeister und Ehrenbürger
- Horst Jäger (1926–1981), Politiker der SPD
- Carmen Jähnke (1946–2022), Politikerin (SPD) und thüringische Landtagsabgeordnete